# Petroglifos de Os Mouchos
Los petroglifos de Os Mouchos es un conjunto de grabados rupestres de la Edad del Bronce (1200 - 600 a. C.) situado en la parroquia de Santa María de Leiro, La Coruña (Galicia, España). 

## Características
El yacimiento de petroglifos está formado por tres bloques de rocas graníticas, en una zona afectada por labores de  cantería tradicional,  donde se han representado una serie de dibujos que parecen formar parte de una composición unitaria. Hay más de sesenta representaciones, la mayoría zoomorfos (ciervos y caballos) y algún antropomorfo.
Repartidas en distintos paneles de los tres afloramientos rocosos, destacan las series de cuadrúpedos mezclados, ciervos de gran cornamenta y lo que parecen hembras de ciervo, caballos y una figura antropomórfica a lomos de uno de ellos; y las series de motivos geométricos, con grupos de círculos concéntricos en series de cuatro con cazoletas en su interior. 
El conjunto presenta las características propias del llamado estilo Atlántico rupestre en el que se observan grupos de cazoletas inscritas en círculos o espirales, con el uso del círculo, el punto y la línea como característica más habitual. 
En estos petroglifos, las cazoletas son un elemento complementario que forma parte de combinaciones circulares y de motivos figurativos. Las representaciones zoomórficas de cuadrúpedos muestran figuras esquemáticas estilizadas y están dibujadas con espacio interno con un alto grado de integración entre las partes que componen la figura.  Para la representación de las patas de los ciervos del petroglifo de Os Mouchos, tanto las delanteras como las traseras,  se emplearon tres trazos. 

## Conservación
Las características litológicas del soporte de los grabados favorece su conservación, con procesos de alteración lentos. Sin embargo, la acción humana afecta su permanencia al actuar directamente sobre los paneles con actos de vandalismo, mediante extracción de piedra, obras de infraestructuras varias o mediante la acción de los incendios forestales.
La construcción de una casa junto al yacimiento, la remoción de tierras, extracción de piedras y la creación de un vertedero de escombros procedentes de las obras, hacen suponer que se hayan destruido los grabados que, posiblemente, existieran en el camino de entrada al yacimiento.
En el verano de 2015 el yacimiento fue objeto de un acto vandálico en el que se hicieron marcas de manos en las rocas con mortero de cemento cola blanco.
Los petroglifos de Os Mouchos están registrados con el código GA15072020 en el inventario de bienes patrimoniales de la Xunta de Galicia como Bien de Interés Cultural y protegidos por el PXOM local.